# Heiningen
Heiningen là một đô thị ở huyện Göppingen thuộc bang Baden-Württemberg ở miền nam Đức, trong Anpơ Swabia. Đô thị này có diện tích 12,45 km², dân số thời điểm 31 tháng 12 năm 2020 là 5156 người.

## Dân số
Diễn biến dân số của Heiningen giữa năm 1837 và 2005.
| Năm  | Người |
| ---- | ----- |
| 1837 | 1130  |
| 1907 | 1185  |
| 1939 | 1309  |
| 1950 | 1980  |
| 1970 | 3422  |
| 1983 | 4877  |
| 2005 | 5480  |